# Hardcore Jollies
 (octobre 2018).
Si vous disposez d'ouvrages ou d'articles de référence ou si vous connaissez des sites web de qualité traitant du thème abordé ici, merci de compléter l'article en donnant les références utiles à sa vérifiabilité et en les liant à la section « Notes et références ».
Albums de Funkadelic
Tales of Kidd Funkadelic
(1976) One Nation Under a Groove
(1978)
Hardcore Jollies est le huitième album de Funkadelic sorti chez Warner Bros en 1976, remastérisé en 2002 chez Priority Records.
Il a été noté 3 étoiles par The Rolling Stone.

## Liste des morceaux
1. Comin' Round the Mountain (George Clinton, Grace Cook)
2. Smokey (Clinton, Garry Shider)
3. If You Got Funk, You Got Style (Clinton, Bootsy Collins, Bernie Worrell)
4. Hardcore Jollies  (Clinton, Worrell)
5. Soul Mate (Clinton, Cook)
6. Cosmic Slop [Live]  (Clinton, Worrell)
7. You Scared the Lovin' Outta Me  (Clinton, Glen Goins)
8. Adolescent Funk  (Clinton, Michael Hampton, Worrell)